# 관호항
관호항은 전라남도 진도군 조도면 관매도리에 있는 어항이다. 1991년 4월 30일 지방어항으로 지정하여 관리하고 있다. 시설관리자는 진도군수이다.

## 어항 연혁
- 관호항이 위치한 관매도는 진도의 남서쪽 20 km 지점에 위치하고 있으며, 면적은 약 5.2km2, 인구 480명이 거주하고 있는 섬이다.

## 어항 시설
- 방파제 380m, 물양장 120m, 호안 90m, 선양장 10m

## 기본 계획
- 방파제 380m, 물양장 120m, 호안 160m, 선양장 160m[1]

## 정비 계획
- 방파제 380m, 물양장 120m, 호안 160m, 선양장 160m[2]

## 주요 어종
- 돔, 민어, 숭어, 광어